# Донзідерс
Донзідерс (нім. Donsieders) — громада в Німеччині, розташована в землі Рейнланд-Пфальц. Входить до складу району Південно-Західний Пфальц. Складова частина об'єднання громад Родальбен.
Площа — 9,03 км2. Населення становить 914 ос. (станом на 31 грудня 2020).

## Галерея

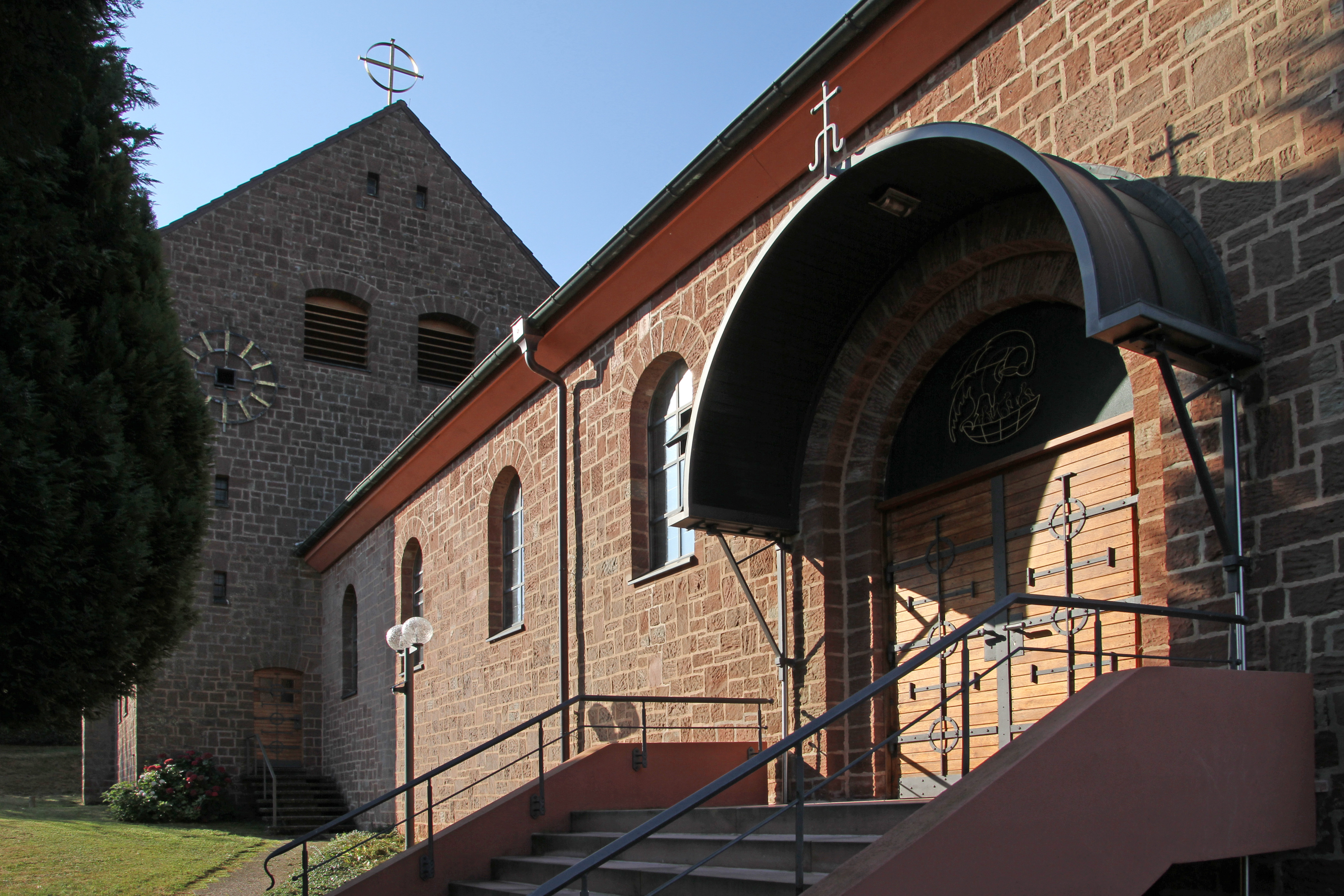